# Виенски икономически университет
Виенският икономически университет (на немски: Wirtschaftsuniversität Wien, или просто WU) е най-големият икономически университет в Европа. Намира се в австрийската столица Виена. В него преподават 82 професори, около 400 научни работници и се обучават 24 200 студенти, 23% от които са чуждестранни.

## История
Икономическият университет във Виена е основан на 1 октомври 1898 г. като Академия по износа. Целта е била да се осигури обучение за бъдещите икономически кадри и да се стимулира икономиката на Австро-Унгария. През 1919 г. се преименува на Висше училище по международна търговия. През 1966 г. са създадени социални и икономически специалности с научните степени магистър и доктор. Последната промяна на името идва след закона за организация на университетите от 1975 г., когато се приема сегашното име Wirtschaftsuniversität Wien. Оттогава започва и силно увеличаване на броя на студентите.
През 1982 г. университетът се мести в нова сграда в района Алзергрунд – северния център на Виена. През 2005 г. след умишлен палеж са нанесени много материални щети, предимно на библиотеката и приземния етаж.

## Изследователска дейност
Научните работници във Виенския икономически университет работят в следните области:
- Бизнес администрация
- Икономика
- Право
- Лингвистика, фокусирана на бизнес комуникациите
- Социология
- Математика и Статистика
- Икономическа история и Икономическа география

## Галерия
- Старата сграда на университета
- Център по фармация
- Университетска библиотека (ляво, арх. Заха Хадид), Департамент 1 (дясно, арх. Лаура Спинадел)
- Сграда EA
- Департамент 4
- Студентски център

## Известни абсолвенти
- Томас Клестил (1932 – 2004), Президент на Австрия (1992 – 2004)
- Франц Враницки (1937– ), Канцлер на Австрия (1986 – 1997)
- Фердинанд Ласина (1942– ), Министър на финансите на Австрия (1986 – 1995)
- Ханес Андрош (1938– ), Министър на финансите на Австрия (1970 – 1981) Вицеканцлер на Австрия (1976 – 1981);
- Петер Брабек-Летмат (1944– ), Главен изпълнителен директор и Председател на борда на директорите на Нестле
- Димитриос Друцас (1968-), Министър на външните работи на Гърция (2010 – 2011), член на Европейския парламент